# Котомка (Красногорский район)
Котомка — деревня в Красногорском районе Удмуртской республики.

## География
Находится в северо-западной части Удмуртии недалеко от северной границы районного центра села Красногорское.

## История
Известна с 1873 года как починок Верх по Убыте (Котомка, Котомской) с 7 дворами, в 1905 году (уже деревня Котомская) 37 дворов, в 1924 (Котомка) 42 двора. До 2021 года входила в состав Красногорского сельского поселения.

## Население
Постоянное население составляло 116 человек (1873 год), 245 (1905), 252 (1920, примерно 90 % удмурты), 219 (1924), 30 человек в 2002 году (русские 37 %, удмурты 63 %), 13 в 2012.